# Closer to the Stars: Best of the Twin/Tone Years
Closer to the Stars: Best of the Twin/Tone Years es el segundo álbum de grandes éxitos de la banda Soul Asylum. Contiene todos los grandes éxitos durante el tiempo que estuvieron trabajando con el sello Twin/Tone, es decir, entre 1983 y 1986. El álbum además contiene dos covers inéditos, "Move Over" y "Jukebox Hero" que no estaban disponibles en Estados Unidos, sino únicamente en el lanzamiento en el Reino Unido de Clam Dip & Other Delights.

## Lista de canciones
Todas las canciones son escritas por Dave Pirner salvo que se diga lo contrario.
1. "Closer To The Stars" – 2:53
2. "Can't Go Back" – 3:05 (Murphy)
3. "Jukebox Hero" – 4:03 (Gramm, Jones)
4. "Stranger" – 3:44
5. "Another World, Another Day" – 1:59
6. "Draggin' Me Down" – 2:08
7. "Tied To The Tracks" – 2:42
8. "Miracle Mile" – 2:18
9. "Move Over" – 2:25 (Joplin)
10. "Never Really Been" – 2:52
11. "No Man's Land" – 2:57
12. "Freaks" – 3:27
13. "Carry On" – 2:22
14. "Long Way Home" – 2:28 (Murphy)
15. "Crashing Down" – 2:16
16. "Ship Of Fools" – 2:49

## Equipo
- Tom Herbers – Productor
- Bob Mould – Productor
- Chris Osgood – Productor

- Datos: Q1439635